# Nathalie Decoster
Pour les articles homonymes, voir Decoster.
Nathalie Decoster est une artiste sculpteur française, née le 6 août 1965 à Lille. 

## Biographie
Nathalie Decoster né à Lille et grandit en région parisienne. Elle débute dans les ateliers publics de la ville de Neuilly-sur-Seine, où elle habite. Son grand-père était industriel à Marcq-en-Barœul, et président de la chambre régionale de commerce.
En 1999, Laurèl, la marque d'Escada, expose dans sa boutique parisienne avenue Montaigne 16 de ses sculptures sur le thème du temps, construites à base de bronze, zinc et matériaux de récupération.
Du 19 avril au 15 juin 2012, elle expose à Hong Kong une quinzaine de sculptures dans le cadre du « mai français » de 2 à 6 m. de hauteur, construite à base de bronze, d'acier et de plumes. Les œuvres rejoignent ensuite un total de 40 sculptures à Macao, où elle est en résidence et expose au musée d'art contemporain jusqu'à septembre 2012.
Depuis l'été 2014, Le temps qui passe  est une sculpture du paysage urbain sur la nouvelle place Sainte-Foy à Neuilly-sur-Seine, nouvel espace végétalisé en 2013. De 1m80 sur 1m80, cette sculpture a été spécialement transformée pour la Ville : initialement en acier et bronze, elle est aujourd’hui totalement en bronze.
En 2014 toujours, elle a conçu spécialement Frailty frame une sculpture de métal aux formes géométriques, pour marquer le cinquantième anniversaire des relations diplomatiques franco-chinoises, à la résidence du consul général de France. Elle passe pour l'occasion dans l'émission « Culture T » de Public Sénat consacrée pour l'occasion à « l'art au féminin »,.
En 2021, elle fait partie du jury du concours d'architecture lancé par la mairie de Neuilly-sur-Seine, aux côtés de Guillaume Poitrinal, président de la Fondation du Patrimoine, et du maire de la ville, afin de concevoir 19 pavillons contemporains qui seront bâtis dans les contre-allées du boulevard Charles-de-Gaulle, alors en travaux.
Le 14 octobre 2024, elle est présentée parmi la sélection 2024 des 100 Femmes de Culture, présentée au Palais de Tokyo par Rosalie Varda

### Sculptures
Elle crée ses sculptures avec des matériaux tels que le bronze, l'aluminium, l'inox, le béton et le verre. Depuis 1989, son thème de prédilection est le temps.
Après avoir travaillé dans les ateliers publics de la ville de Neuilly-sur-Seine, elle travaille dans un atelier à Argenteuil depuis 2012,. 
Nathalie Decoster a notamment collaboré avec des entreprises comme Louis Vuitton, Guerlain, Jaeger-LeCoultre, le Mandarin Oriental, Le MEDEF, Ernst & Young, des groupes de presse, des écoles de commerce (HEC), la Fédération Française du Bâtiment, la ville de Neuilly-sur-Seine, Aéroports de Paris, le groupe Swire à Hong Kong, ou encore Arcelor Mittal au Brésil et au Luxembourg.

## Expositions
1994
- Neuilly-sur-Seine / Paris, France - Exposition monographique au Musée Arturo Lopez.
- Saint-Tropez, France - Exposition à la galerie Bagheera.
- Paris, France - Exposition à la galerie Laurence Strouck.

1995
- Paris, France - Exposition monographique au Ministère du Budget.

1997
- Neuilly-sur-Seine, France - Exposition monographique et inauguration du nouveau siège d'Arthur Andersen’s dans la ville de Neuilly-sur-Seine, en présence de Nicolas Sarkozy.

1998
- Paris, France - Exposition publique à l'université de la Sorbonne à l'occasion des débats de la Cité de la Réussite.
- Paris, France - L'Art du Jardin Festival invite Nathalie Decoster à présenter 20 sculptures dans 300 mètres carrés remplis de bambous en plein Paris.
- Anduze, France - Exposition monographique de sculptures monumentales dans la bambouseraie.

1999
- Paris, France - Exposition monographique au Conseil Économique Social et Environnemental (CESE).
- Normandie, France - Exposition de sculptures dans les jardins du Château de Fontaine Henry (XVIIe siècle) avec une scénographie réalisée par le paysagiste Louis Benech.
- Paris, France - Production et installation de 20 sculptures commandées par la marque Guerlain pour illustrer le lancement des nouveaux parfums Aqua Allegoria. Ces pièces ont ensuite été déplacées sur les Champs Élysées pendant l'été 1999.
- Lille, France - Exposition à la banque Scalbert-Dupont.

2000
- France - Production et installation d'une œuvre monumentale dédiée aux campus de l’EDHEC (installations permanentes à Lille, Nice, Paris, Londres et Singapour).
- Paris, France - Exposition à la galerie Magda Danys avec les artistes Skoda, Richard Texier, avec en parallèle une installation de deux sculptures monumentales à la Grande Bibliothèque de Paris.
- Paris, France - Création et donation d'une sculpture dédiée à l'UNESCO dans le cadre du combat contre le sida.

2001
- Londres, Angleterre - Exposition publique à la Little Venice Westbourn Terrace Garden.
- Steoot Hasselt, Belgium – Exposition à la Gallery AXA.

2002
- Paris, France - Exposition d'œuvres dans la cour de l'hôtel Plaza Athénée.
- Saint Tropez, France - Exposition monographique de 58 sculptures au Château de la Messardière, à l'hôtel Le Yaca et sur la plage Les Jumeaux.
- Ramatuelle, France - Exposition monographique incluant un spectacle de son et lumière dédié à l'artiste pour l'ouverture du Festival de Ramatuelle.
- Paris, France - Installation publique de sculptures monumentales « Trace du Temps » au Jardin des Plantes, ensuite déplacées au Viaduc des Arts.

2003
- Paris, France - Exposition dans la galerie Art & Architecture à Saint-Germain-des-Prés.
- Paris, France - Exposition publique de sculptures monumentales sur la Place Saint Sulpice, en partenariat avec la Mairie de Paris.

2004
- Chelsea, Londres, Angleterre - Exposition de sculptures dans la galerie Rabih Hage.
- Venise, Italie - Exposition à l'Hôtel des Doges dans le parc de Madonna del Orto datant du XVIIème  siècle.
- Brignoles, France - Exposition dans les jardins de l'hôtel Abbaye de la Celle appartenant au groupe Alain Ducasse (sculptures permanentes).
- Los Angeles, États-Unis - Exposition de 20 sculptures à la Gallery HD.

2005
- Paris, France - Installation d'une œuvre monumentale dans les Jardins des Tuileries, pour le festival « Jardins, jardin », et en partenariat avec le Musée du Louvre.
- Paris, France - Exposition d'œuvres monumentales dans la cour de l’hôtel Le Crillon.
- Bastide de Moustier, France - Exposition à l'hôtel La Bastide de Moustier, hôtel du groupe Alain Ducasse (sculptures permanentes).
- Rueil, France - Installation de 20 sculptures dans le parc de Bois-Préau dans le Musée de l'Atelier Grognard.
- Londres, Angleterre - Production et installation de 10 sculptures monumentales à l'hôtel The Groove et en partenariat avec Christies. La moitié des sculptures ont ensuite été acquises par l'hôtel.
- Paris, France - Intervention artistique sur le thème du temps pour l'horloger Jaeger Lecoultre à l'occasion de l'ouverture de la nouvelle boutique Place Vendôme.

2006
- Vienne, Autriche - Exposition d'œuvres monumentales dans le Palais Clam Gallas pour l'Institut Français et en partenariat avec l'Ambassade de France en Autriche.
- Paris, France - Installation de sculptures au Club de France dans l'immeuble Dassault sur les Champs Élysées.

2007
- Ile Maurice - Exposition d'œuvres monumentales dans les jardins du bord de mer de l'hôtel Saint Géran[21].

2008
- Saint-Jean-Cap-Ferrat, France - Exposition monographique de 28 sculptures dans les jardins musée de la Villa Ephrussi de Rothschild.
- Paris, France - Création d'une montre en édition limitée avec le joaillier Arthus Bertrand.
- Paris, France - Exposition de sculpture au siège d'Ernst & Young.

2009
- Paris, France - Exposition de 8 sculptures monumentales sur l'Avenue des Champs Élysées.
- Bordeaux, France - Exposition monographique au Château Smith Haut Lafitte / Caudalie (sculptures permanentes).
- Paris, France - Exposition monographique au Musée du Montparnasse.
- Venise, Italie - Création d'une œuvre monumentale spéciale « Objet du Désir » commandée par Louis Vuitton.
- Lodève, France - Exposition monographique au Musée de Lodève.
- Paris, France - Création et installation d'une œuvre monumentale dans le lobby du Mandarin Oriental à Paris, commandée par l'hôtel (installation permanente).
- Mane en Provence, France - Exposition monographique au Couvent des Minimes.

2010
- Sao Paulo, Brésil - Exposition monographique d'œuvres monumentales au Musée de la Sculpture du Brésil (MUBE) à l'occasion de la Biennale.
- Paris, France - Exposition monographique dans les Jardins de Bagatelle à l'occasion du festival « Regard sur le biodiversité ».

2011
- Genève, Suisse - Exposition d'œuvres monumentales à l'hôtel La Réserve.
- Cannes, France - Exposition de sculptures à l'occasion du Festival de Cannes.

2012
- Hong Kong, Chine - Exposition monographique de 8 sculptures monumentales dans la ville, ensuite déplacée dans la ville de Macau[15],[22],[1].
- Macau, Chine - 8 sculptures monumentales dans la ville avec en parallèle une exposition monographique au Musée d'Art Moderne de Macau.
- Paris, France - Création et donation d'une œuvre dédiée à l'UNICEF.

2013
- Neuilly sur Seine, France - Exposition monographique d'œuvres monumentales dans la ville[20],[23],[24]
- Neuilly sur Seine, France - Création et installation d'une œuvre commandée par la ville (installation permanente).
- Arcelor Mittal, Luxembourg - Exposition monographique au “Pavillon des Centenaires” appartenant à l'entreprise Arcelor Mittal.
- Hong Kong, Chine - Production et installation d'une œuvre monumentale dans les jardins de la maison du Consul de France à Hong Kong.
- Bonaguil, France - Expositions d'œuvres monumentales dans le Château de Bonaguil, le plus grand château fortifié de France.
- Vancouver, Canada - Exposition d'œuvres monumentales à la Mission Hill Winery.

2014
- Shanghai, Chine - Production et installation d'une œuvre monumentale (7,50 mètres) dans la ville (installation permanente).
- Aéroport Roissy Charles de Gaulle, Paris, France - Production et installation de deux sculptures monumentales commandées par les Aéroports de Paris pour le terminal 2E.
- Chengdu, Chine - Production et installation de 8 sculptures monumentales dans le centre commercial de Thai Koo Li (installation permanente) commandées par le groupe Swire.

2016/2015
- Megève, France - Exposition monographique d'œuvres monumentales dans la ville et les montagnes[25],[26].
- Lac de Côme, Italie - Exposition de sculptures à la Villa Làrio sur le lac de Côme[27].

2017
- Arcachon, France - Exposition monographique d'œuvres monumentales sur le bord de mer[28],[29].
- Paris, France - Exposition d'œuvres monumentales dans les jardins d'HEC, à l'occasion de l'Université d'Été du MEDEF[30].

2018
- Hong Kong, Chine - Production et installation d'une sculpture monumentale de 5,50 mètres à Pacific Place[31], en partenariat avec le French May Festival[32]. La sculpture est commandée et acquise par Aéroports de Paris pour être exposée à l'aéroport Roissy Charles de Gaulle en France.
- Paris, France - Installation d'une sculpture monumentale de 5,50 mètres commandée par Aéroports de Paris pour l'aéroport Roissy Charles de Gaulle (sculpture permanente).

2019
- Toscane, Italie - Parcours artistique au cœur de la région du Chianti en Italie intitulé Panzano Arte[33] avec une trentaine de sculptures réparties entre le village de Panzano et les domaines viticoles environnants[34].
- Venise, Italie - Parcours artistique à travers la ville intitulé Intime Venise[35] avec d'œuvres inédites co-créées avec 9 talentueux artisans vénitiens.⁣

## Humanitaire
Nathalie Decoster a apporté son soutien à des associations venant en aide aux enfants et pour l'UNESCO dans le cadre d’une action auprès des isolés par le sida.